# رولاند هينتون بيري
رولاند هينتون بيري (بالإنجليزية: Roland Hinton Perry)‏ هو رسام أمريكي، ولد في 25 يناير 1870 في نيويورك في الولايات المتحدة، وتوفي بنفس المكان في 28 أكتوبر 1941.

## معرض صور

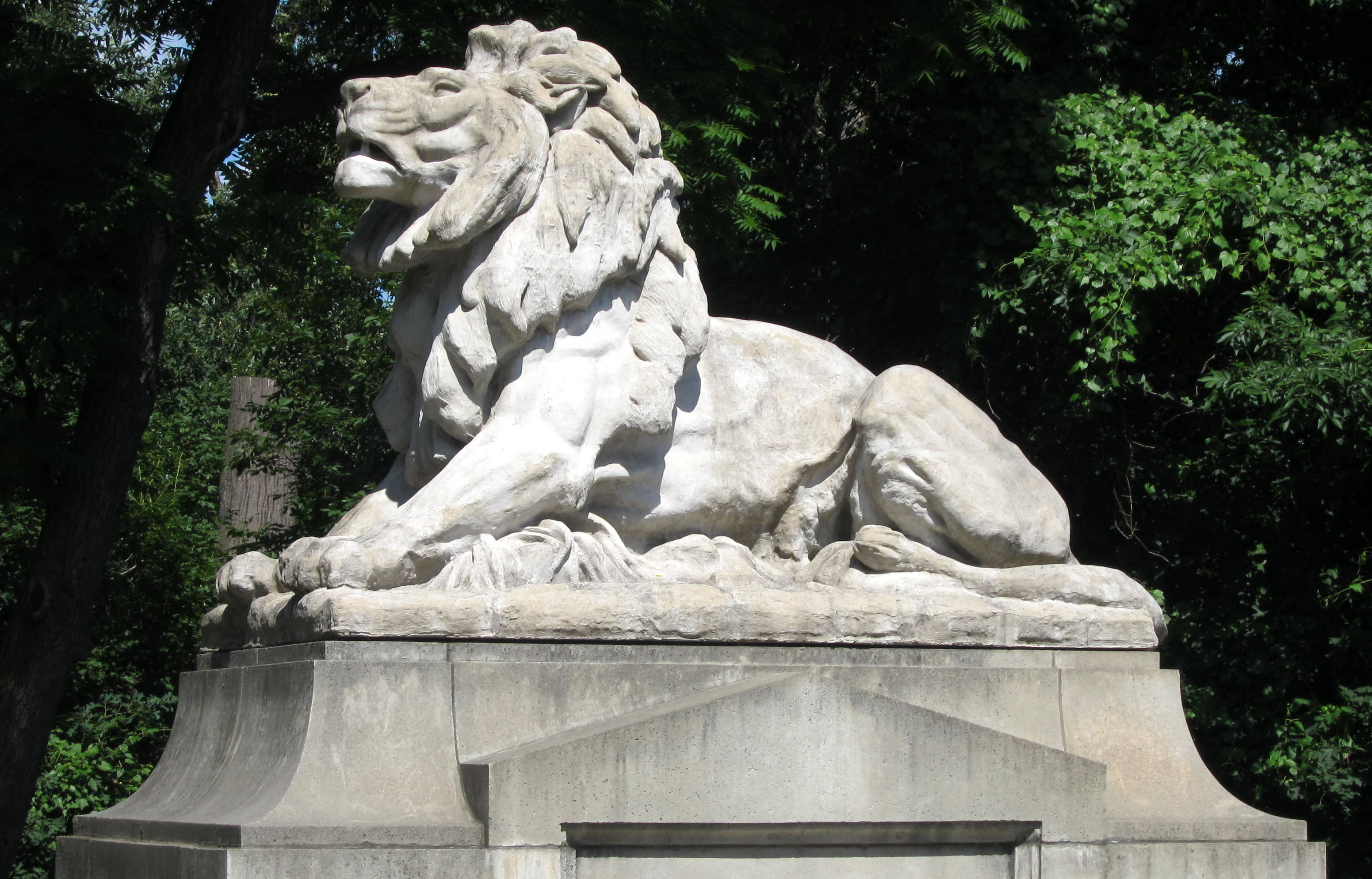
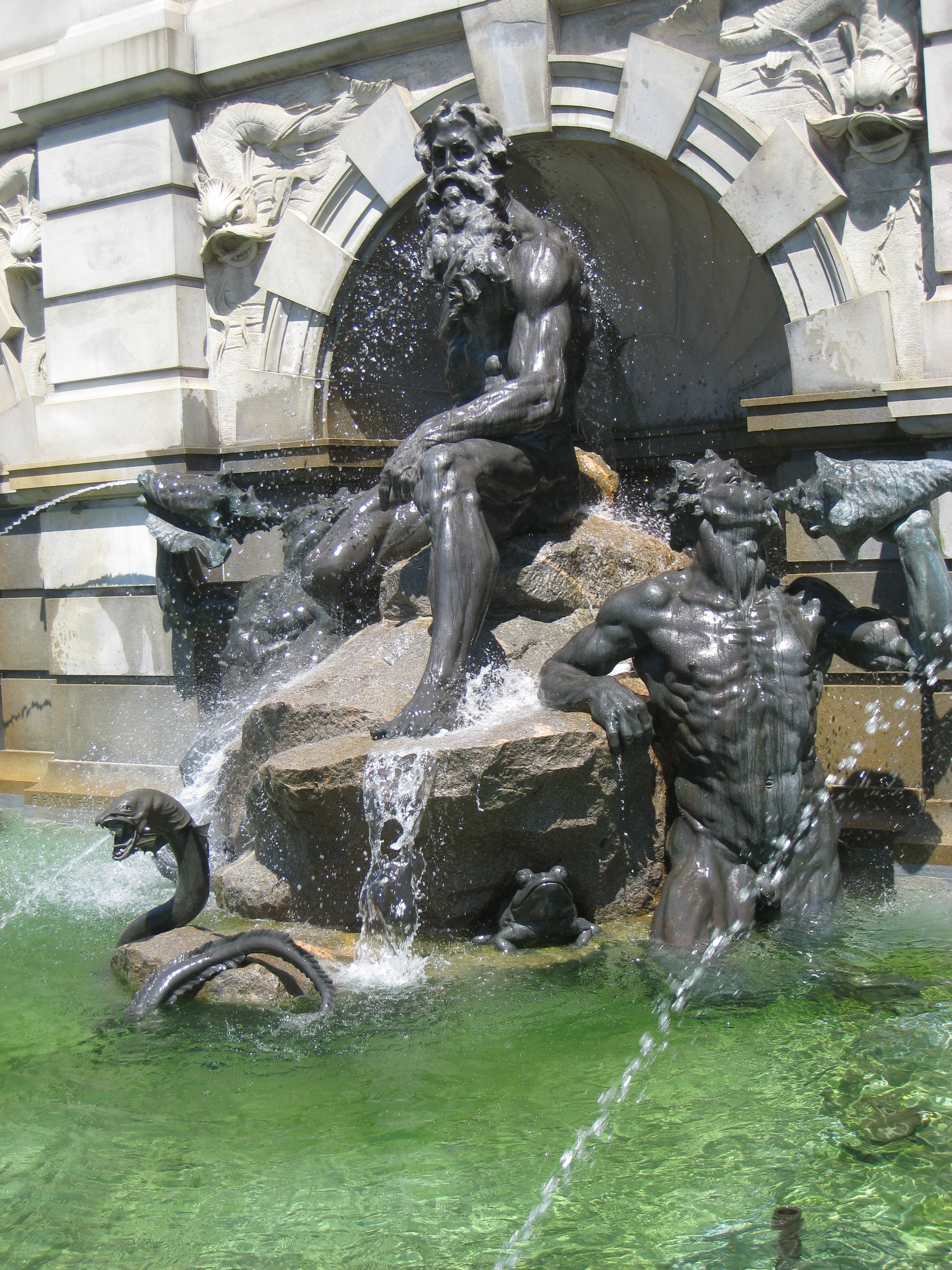
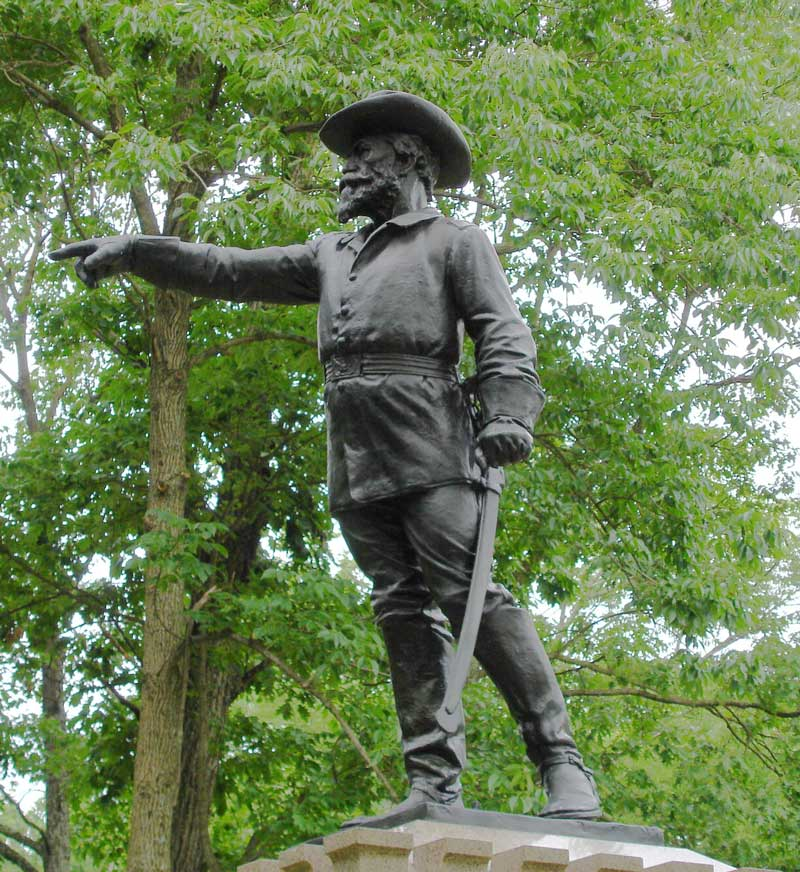
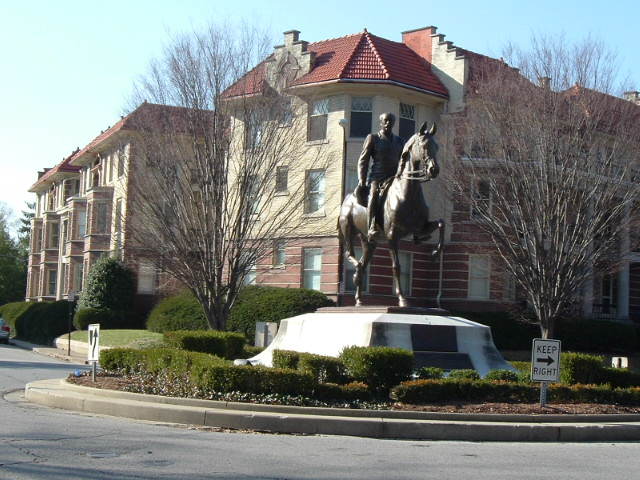
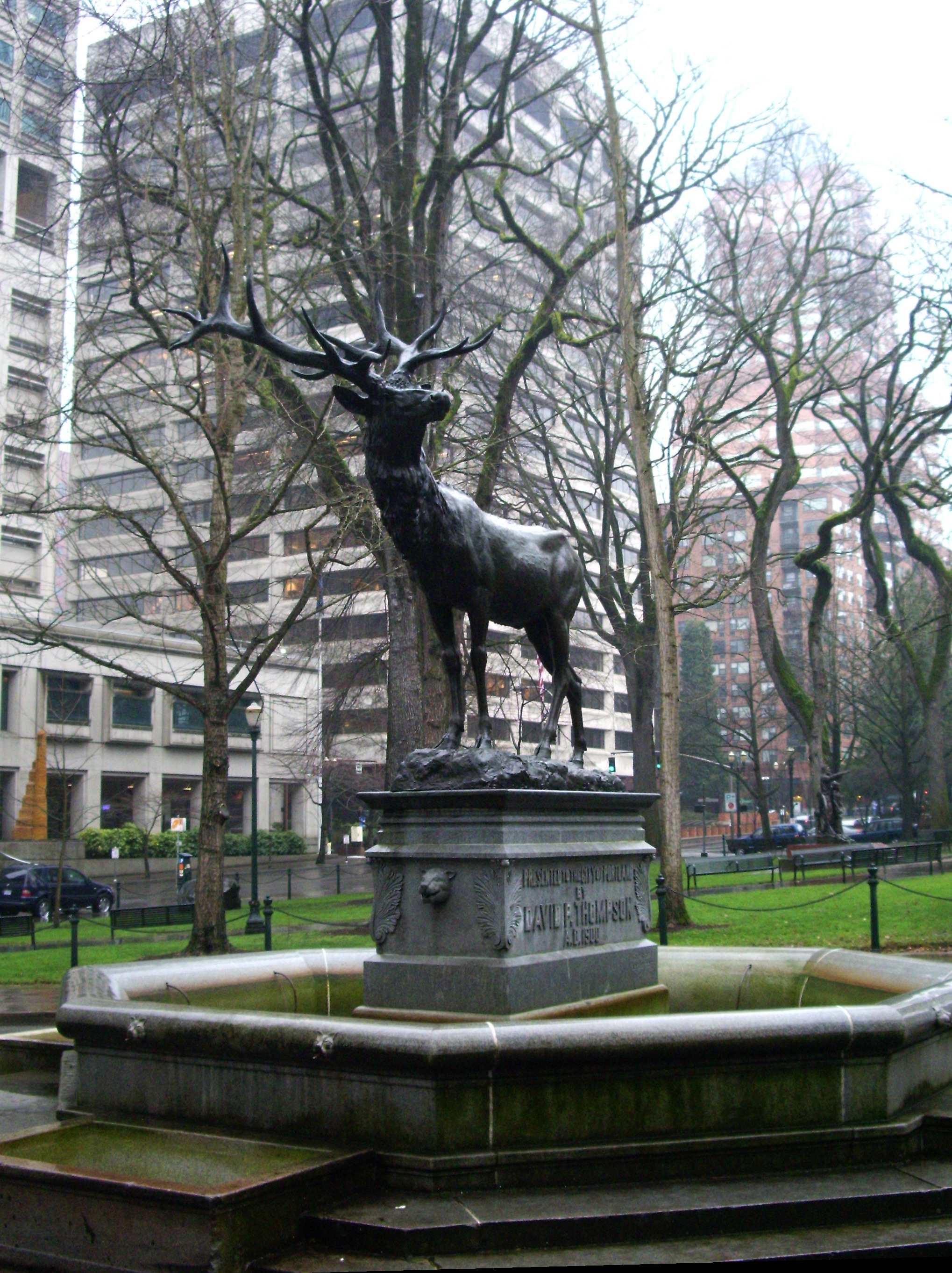